# Stephentown
Stephentown es un pueblo ubicado en el condado de Rensselaer en el estado estadounidense de Nueva York. En el año 2000 tenía una población de 2,873 habitantes y una densidad poblacional de 19 personas por km².

## Geografía
Stephentown se encuentra ubicado en las coordenadas 42°32′40″N 73°24′58″O / 42.54444, -73.41611.

## Demografía
Según la Oficina del Censo en 2000 los ingresos medios por hogar en la localidad eran de $43,506 y los ingresos medios por familia eran $45,679. Los hombres tenían unos ingresos medios de $31,535 frente a los $26,611 para las mujeres. La renta per cápita para la localidad era de $18,822. Alrededor del 6.6% de la población estaban por debajo del umbral de pobreza.